# Tony Bull
Tony Bull – brytyjski zapaśnik walczący w stylu wolnym.
Brązowy medalista igrzysk Wspólnoty Narodów w 1986 i mistrzostw Wspólnoty Narodów w 1985.